# Liste des députés européens d'Espagne de la 5e législature

Cet article présente la liste des députés européens d'Espagne pour la mandature 1999-2004, élus lors des élections européennes de 1999 en Espagne
| Nom | Parti                                                             | Groupe politique |
| --- | ----------------------------------------------------------------- | ---------------- |
| Pedro Aparicio Sánchez | Parti socialiste ouvrier espagnol                                 | PSE              |
| María Antonia Avilés Perea | Parti populaire                                                   | PPE-DE           |
| María del Pilar Ayuso González | Parti populaire                                                   | PPE-DE           |
| Enrique Barón | Parti socialiste ouvrier espagnol                                 | PSE              |
| Juan José Bayona de Perogordo (Remplace Alejandro Agag le 24 avril 2002.)                                                            | Parti populaire                                                   | PPE-DE           |
| Luis Berenguer Fuster | Parti socialiste ouvrier espagnol                                 | PSE              |
| María Luisa Bergaz Conesa (Remplace Laura González Álvarez le 24 juillet 2003.)                                                      | Gauche unie                                                       | GUE/NGL          |
| Felipe Camisón Asensio (Remplace Juan Manuel Fabra Vallés le 29 février 2000.)                                                       | Parti populaire                                                   | PPE-DE           |
| Carlos Carnero González | Parti socialiste ouvrier espagnol                                 | PSE              |
| Alejandro Cercas Alonso | Parti socialiste ouvrier espagnol                                 | PSE              |
| Carmen Cerdeira Morterero | Parti socialiste ouvrier espagnol                                 | PSE              |
| Joan Colom i Naval | Parti socialiste ouvrier espagnol                                 | PSE              |
| Rosa M. Díez González | Parti socialiste ouvrier espagnol                                 | PSE              |
| Bárbara Dührkop Dührkop | Parti socialiste ouvrier espagnol                                 | PSE              |
| Fernando Fernández Martín | Parti populaire                                                   | PPE-DE           |
| Juan Ferrández Lezaun (Remplace Carlos Bautista le 10 juillet 2003.)                                                                 | Parti aragonais Parti andalou                                     | Verts/ALE        |
| Concepció Ferrer | Parti populaire                                                   | PPE-DE           |
| Gerardo Galeote Quecedo | Parti populaire                                                   | PPE-DE           |
| Cristina Soriano (Remplace María Rodríguez Ramos le 1er avril 2004.)                                                                 | Parti socialiste ouvrier espagnol                                 | PSE              |
| José Manuel García-Margallo | Parti populaire                                                   | PPE-DE           |
| Cristina García-Orcoyen Tormo | Parti populaire                                                   | PPE-DE           |
| Salvador Garriga Polledo | Parti populaire                                                   | PPE-DE           |
| Enric Morera i Català (Remplace Carles-Alfred Gasòliba i Böhm le 2 avril 2004.)                                                      | Bloc nationaliste valencien Convergence démocratique de Catalogne | Verts/ALE        |
| José María Gil-Robles y Gil-Delgado                                                                                                  | Parti populaire                                                   | PPE-DE           |
| Koldo Gorostiaga Atxalandabaso | Batasuna                                                          | NI               |
| Cristina Gutiérrez-Cortines | Parti populaire                                                   | PPE-DE           |
| Jorge Salvador Hernández Mollar | Parti populaire                                                   | PPE-DE           |
| María Esther Herranz García (Remplace Carmen Fraga Estévez le 21 janvier 2002.)                                                      | Parti populaire                                                   | PPE-DE           |
| Juan de Dios Izquierdo Collado | Parti socialiste ouvrier espagnol                                 | PSE              |
| María Izquierdo Rojo | Parti socialiste ouvrier espagnol                                 | PSE              |
| Salvador Jové Peres | Gauche unie                                                       | GUE/NGL          |
| Pedro Marset Campos | Gauche unie                                                       | GUE/NGL          |
| Miguel Ángel Martínez Martínez | Parti socialiste ouvrier espagnol                                 | PSE              |
| Miquel Mayol i Raynal (Remplace Gorka Knörr le 8 juin 2001.)                                                                         | Gauche républicaine de Catalogne Eusko Alkartasuna                | Verts/ALE        |
| Manuel Medina Ortega | Parti socialiste ouvrier espagnol                                 | PSE              |
| íñigo Méndez de Vigo | Parti populaire                                                   | PPE-DE           |
| José María Mendiluce Pereiro | Parti socialiste ouvrier espagnol                                 | PSE              |
| Emilio Menéndez del Valle | Parti socialiste ouvrier espagnol                                 | PSE              |
| Rosa Miguélez Ramos | Parti socialiste ouvrier espagnol                                 | PSE              |
| Ana Miranda de Lage (Remplace Carlos Westendorp le 20 juin 2003.)                                                                    | Parti socialiste ouvrier espagnol                                 | PSE              |
| Enrique Monsonís (Remplace Isidoro Sánchez le 26 mars 2003.)                                                                         | Union valencienne Coalition canarienne                            | ELDR             |
| Juan Andrés Naranjo Escobar (Remplace Loyola de Palacio le 20 septembre 1999.)                                                       | Parti populaire                                                   | PPE-DE           |
| Camilo Nogueira Román | Bloc nationaliste galicien                                        | Verts/ALE        |
| Raimon Obiols | Parti socialiste ouvrier espagnol                                 | PSE              |
| Juan Ojeda Sanz | Parti populaire                                                   | PPE-DE           |
| Marcelino Oreja Arburúa (Remplace Ana Palacio le 23 juillet 2002.)                                                                   | Parti populaire                                                   | PPE-DE           |
| Josu Ortuondo Larrea | Parti nationaliste basque                                         | Verts/ALE        |
| Manuel Pérez Álvarez | Parti populaire                                                   | PPE-DE           |
| Fernando Pérez Royo | Parti socialiste ouvrier espagnol                                 | PSE              |
| José Javier Pomés Ruiz | Parti populaire                                                   | PPE-DE           |
| Alonso José Puerta | Gauche unie                                                       | GUE/NGL          |
| Encarnación Redondo Jiménez | Parti populaire                                                   | PPE-DE           |
| Mónica Ridruejo | Parti populaire                                                   | PPE-DE           |
| José Vila Abelló (Remplace Carlos Ripoll y Martínez de Bedoya le 2 avril 2004.)                                                      | Parti populaire                                                   | PPE-DE           |
| Luis Marco Aguiriano Nalda (Remplace Maria Del Carmen Ortiz Rivas le 19 avril 2004, qui remplace Joan Colom i Naval le 8 mars 2004.) | Parti socialiste ouvrier espagnol                                 | PSE              |
| José Ignacio Salafranca Sánchez-Neyra                                                                                                | Parti populaire                                                   | PPE-DE           |
| Francisca Sauquillo Pérez del Arco                                                                                                   | Parti socialiste ouvrier espagnol                                 | PSE              |
| María Sornosa Martínez | Parti socialiste ouvrier espagnol                                 | PSE              |
| Anna Terrón i Cusí | Parti socialiste ouvrier espagnol                                 | PSE              |
| Jaime Valdivielso de Cué | Parti populaire                                                   | PPE-DE           |
| María Elena Valenciano Martínez-Orozco                                                                                               | Parti socialiste ouvrier espagnol                                 | PSE              |
| Joan Vallvé (Remplace Pere Esteve le 25 octobre 2002.)                                                                               | Convergence démocratique de Catalogne                             | ELDR             |
| Daniel Varela Suanzes-Carpegna | Parti populaire                                                   | PPE-DE           |
| Alejo Vidal-Quadras | Parti populaire                                                   | PPE-DE           |